# Vuka
Vuka es un municipio de Croacia ubicado en el condado de Osijek-Baranya.

## Geografía
Se encuentra a una altitud de 86 m s. n. m. a 253 km de la capital nacional, Zagreb.

## Demografía
En el censo 2011 el total de población del municipio fue de 1 200 habitantes, distribuidos en las siguientes localidades:
- Hrastovac - 173
- Lipovac Hrastinski - 82
- Vuka - 945

| Gráfica de población de Vuka 1857-2011                              |
|                                                                     |
| Según los censos de población de la oficina estadística de Croacia. |